# ВЕС Роан
ВЕС Руан (Roan) — вітрова електростанція, що споруджується в Центральній Норвегії (округ Сер-Тренделаг у регіоні Тренделаг) в межах проєкту Fosen Vind, який повинен включати шість ВЕС із загальною потужністю 1 ГВт.
Майданчик для станції обрана на північ від Тронгейма, та складається з двох блоків на схід та захід від долини Einarsdalen. Роботи по прокладанню доріг до майбутніх вітроагрегатів розпочато у 2016 році. У проміжку між квітнем 2017-го та весною 2018-го компанія Peikko Norge повинна змонтувати фундаменти для турбін. У той же період компанія Nexans постачить 200 км кабелів 36 кВ для з'єднання турбін. Монтаж вітроагрегатів та запуск в експлуатацію очікується в кінці 2018 року.
ВЕС складатиметься із 71 вітрової турбіни компанії Vestas одиничною потужністю 3,6 МВт. Загальна потужність станції становитиме 255,6 МВт, розрахункове середньорічне виробництво електроенергії — 900 млн кВт·год.
Видача продукції відбуватиметься по ЛЕП напругою 132 кВ.